# Wegen in Duitsland
Dit is een overzicht van verschillende typen wegen in Duitsland.

## Bundesfernstraßen
Bundesfernstraßen zijn doorgaande wegen waarvoor in eerste instantie de federale overheid verantwoordelijk is. Deze klasse van wegen is onderverdeeld in snelwegen (bundesautobahnen) en niet-autosnelwegen (bundesstraßen).

### Bundesautobahnen

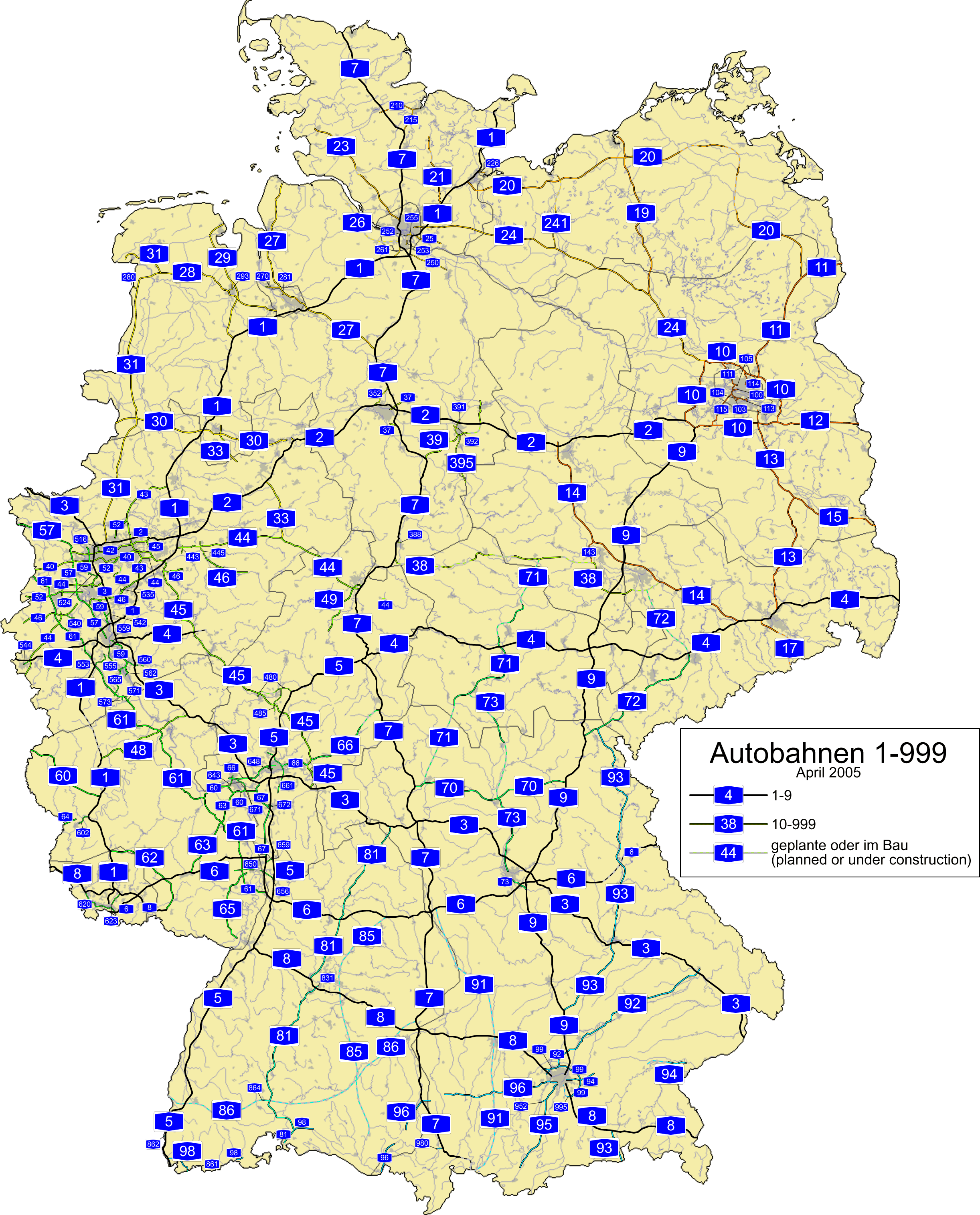
Autosnelwegennet in Duitsland

Autosnelwegen heten in Duitsland bundesautobahnen, afgekort als BAB. Deze wegen worden doorgaans aangeduid met een "A", gevolgd door het nummer van de weg. Op borden wordt de "A" weggelaten, en is het type weg herkenbaar aan de kleur en de vorm van het nummerschild.
Oneven genummerde snelwegen zijn meestal noord-zuid georiënteerd terwijl de even nummers oost-westverbindingen aangeven. Nummers met één cijfer geven een hoofdroute aan van internationale betekenis, die het gehele land doorkruist. Snelwegen met drie cijfers zijn over het algemeen voor lokaal verkeer bedoeld.
Zie ook: Lijst van Duitse autosnelwegen

### Bundesstraßen
Bundesstraßen worden aangeduid met een "B" gevolgd door het nummer van de weg. Deze wegen zijn te herkennen aan gele borden met daarop het nummer. De letter B wordt dan meestal weggelaten. Hoewel bouw en beheer formeel een bevoegdheid van de federale overheid zijn, worden deze in de regel overgedragen aan het Bundesland waar de weg doorheen gaat.
Al voor 1945 werd het nummeringssysteem ingevoerd. Deze wegen werden oorspronkelijk als reichsstraße aangeduid met een "R". Na 1945 werden zij in de Bondsrepubliek als bundesstraße aangeduid ("B") en in de DDR als ''fernverkehrsstraße ("F"), zonder evenwel de oude nummering aan te passen. Hierdoor konden na de hereniging de "gescheiden" wegen weer aan elkaar verbonden worden zonder hernummering.
In tegenstelling tot de bundesautobahnen dienen bundesstraßen niet alleen het doorgaande verkeer. De snelheidslimiet op deze wegen is 100 km/h buiten de bebouwde kom en 50 km/h binnen de kom. Wanneer een B-weg is uitgerust met gescheiden rijbanen of ten minste twee rijstroken per richting (autobahnähnlich) dan gelden de snelheidslimieten zoals gebruikelijk op de Duitse snelwegen (een adviessnelheid van 130 km/h)
In Duitsland was er in 2004 een  netwerk van in totaal 41.139 km bundesstraßen.

## Kreisstraße

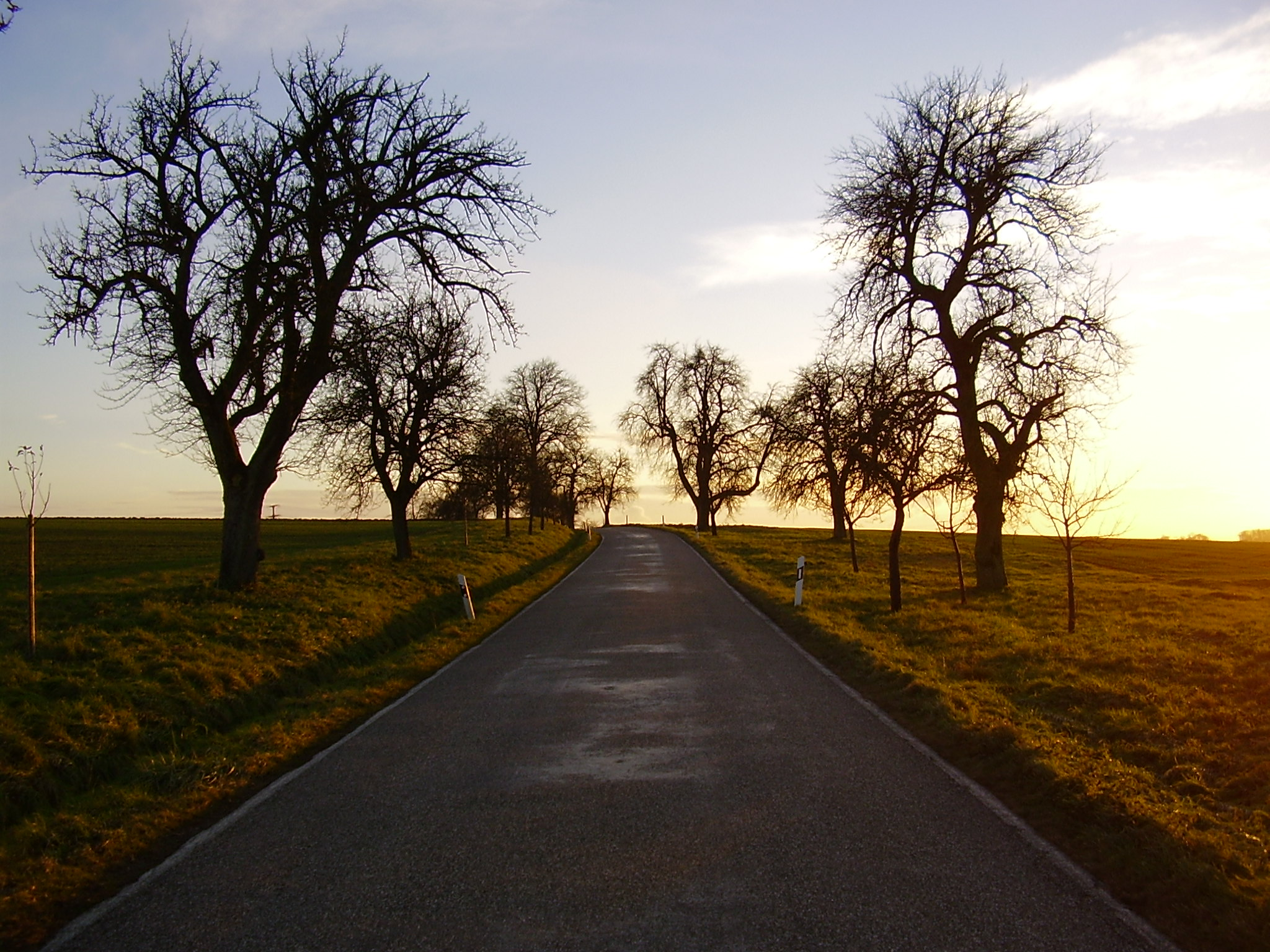
Kreisstraße K 2023 tussen Möckmühl en Korb in Landkreis Heilbronn

Lokale en bovenlokale wegen die onder de verantwoordelijkheid van een landkreis (district) vallen, worden kreisstraße ("districtsweg") genoemd. Deze worden meestal aangeduid met een "K" gevolgd door een wegnummer van vier cijfers, maar het komt ook voor dat er een nummering per landkreis is, soms voorafgegaan door de kentekenaanduiding van die landkreis.
Albanië · Andorra · Armenië · Azerbeidzjan · België · Bosnië en Herzegovina · Bulgarije · Cyprus · Denemarken · Duitsland · Estland · Finland · Frankrijk · Georgië · Griekenland · Hongarije · IJsland · Ierland · Italië · Kazachstan · Kroatië · Letland · Liechtenstein · Litouwen · Luxemburg · Malta · Moldavië · Monaco · Montenegro · Nederland · Noord-Macedonië · Noorwegen · Oekraïne · Oostenrijk · Polen · Portugal · Roemenië · Rusland · San Marino · Servië · Slovenië · Slowakije · Spanje · Tsjechië · Turkije · Vaticaanstad · Verenigd Koninkrijk · Wit-Rusland · Zweden · Zwitserland